# Dimensión de empaquetado
La dimensión fractal de empaquetado es una forma de dimensión fractal que en ciertos casos difiere de las dimensiones fractales de Minkowski-Bouligand y de Hausdorff-Besicovitch.

## Definiciones
La definición de la dimensión de empaquetado es similar a la dimensión de Hausdorff-Besicovitch, aunque en muchos casos difiere numéricamente de la misma. La diferencia clave entre ambas está en que la de Hausdorff-Besicovitch se define tomando el ínfimo de recubrimientos de diámetro acotado superiormente, mientras que la de empaquetamiento se define tomando el supremo de empaquetamientos de diámetro acotado superiormente.

### Medida de empaquetamiento
Un δ-empaquetamiento sobre {\displaystyle E\subset \mathbb {R} ^{n}} se define como un colección finita o numerable de bolas abiertas disjuntas {\displaystyle \{B_{i}\}} con radio menor que δ y centros sobre el conjunto {\displaystyle E\,}. Para δ > 0 se define:

{\displaystyle {\mathcal {P}}_{0}^{s}(E)=\lim _{\delta \to 0}\sup \left\{\sum _{i=1}^{\infty }|B_{i}|^{s}:\{B_{i}\}{\mbox{es un }}\delta {\mbox{-empaquetamiento sobre }}E\right\}}

Como desafortunadamente, {\displaystyle {\mathcal {P}}_{0}^{s}} no es una medida en el sentido de la teoría de la medida (por no ser contablemente subaditiva), se hace necesario, para salvar esta dificultad, definir otra entidad:

{\displaystyle {\mathcal {P}}^{s}(E)=\inf \left\{\sum _{i=1}^{\infty }{\mathcal {P}}_{0}^{s}(E_{i}):E\subset \bigcup _{i=1}^{\infty }E_{i}\right\}}

que ahora sí es una medida de Borel sobre {\displaystyle \mathbb {R} ^{n}}, y permite definir la dimensión de empaquetamiento. Esta última medida se denomina medida s-dimensional de empaquetado. Similarmente a como sucede con la medida de Hausdorff, para variedades diferenciables de dimensión entera, {\displaystyle {\mathcal {P}}^{1},{\mathcal {P}}^{2},\dots } son interpretables como la longitud, el área, etc. Sin embargo conjuntos propiamente fractales con para valores no enteros del superíndice {\displaystyle {\mathcal {P}}^{s}}, esta medida puede difererir notablemente de la medida de Hausdorff {\displaystyle {\mathcal {H}}^{s}}, aunque siempre se cumple que para cualquier conjunto medible:

{\displaystyle {\mathcal {H}}^{s}(A)\leq {\mathcal {P}}^{s}(A)}

### Dimensión de empaquetamiento
Tal como sucede para la dimensión de Hausdorff-Besicovitch, existe un valor umbral s0, llamado dimensión de empaquetado (o dimensión de empaquetamiento), tal que:

{\displaystyle \forall s<s_{0}:{\mathcal {P}}^{s}(E)=\infty } y
{\displaystyle \forall s>s_{0}:{\mathcal {P}}^{s}(E)=0}

Por esa razón se puede definir la dimensión de empaquetado simplemente como:

{\displaystyle \dim _{P}E=\inf\{s:{\mathcal {P}}^{s}(E)=0\}=\sup\{s:{\mathcal {P}}^{s}(E)=\infty \}}

Obviamente de las propiedades de la medida de Hausdorff-Besicovitch y de la medida de empaquetamiento se sigue que:

{\displaystyle \dim _{HB}E\leq \dim _{P}E}